# Parafia św. Stanisława Kostki w Jaciążku
Parafia pw. Świętego Stanisława Kostki w Jaciążku – rzymskokatolicka parafia należąca do dekanatu Krasnosielc, diecezji łomżyńskiej, metropolii białostockiej. Parafię prowadzą księża Salezjanie.
Parafia została erygowana w 13 czerwca 1980 roku. 

## Miejsca kultu

### Kościół parafialny
Kościół pw. św. Stanisława Kostki w Jaciążku

## Zasięg parafii
W granicach parafii znajdują się miejscowości:

- Jaciążek,
- Dłutkowo,
- Krzyżewo Nadrzeczne,
- Łęgi,
- Popielarka,
- Retka,
- Stare Zacisze.